# 애나 리스
애나 리스(태국어: แอนนา รีส, 영어: Anna Reese, 1986년 10월 4일 ~ )는 태국의 배우이다. 키프로스 태생이며 영국 혈통을 갖고 있다.